# Dag Øistein Endsjø
Dag Øistein Endsjø (ur. 11 listopada 1968 w Ann Arbor, Michigan) – norweski religioznawca, krytyk społeczny, publicysta, obrońca praw człowieka.
Jako religioznawca specjalizuje się w religiach starożytnej Grecji, starożytnym chrześcijaństwie, zagadnieniach praw człowieka, nieśmiertelności, płci i seksualności człowieka w religiach. Pracuje na stanowisku profesora na Uniwersytecie w Bergen.
W latach 2004–2013 przewodniczył norweskiemu Stowarzyszeniu Obrońców Praw Człowieka. W Norwegii znany głównie z uwagi przyczynienia się do przemiany debaty politycznej nad równością praw na ogólniejszą dyskusję nad prawami człowieka.

## Tłumaczenia na j. polski
- Seks a religia. Od balu dziewic po święty seks homoseksualny, Warszawa 2011, Wydawnictwo Czarna Owca (Sex og Religion 2009)

## Inna bibliografia
- Det folk vil ha. Religion og populærkultur (religia i kultura popularna) (napisany Liv Ingeborg Lied). Oslo: Universitetsforlaget 2011. ISBN 978-82-15-01748-8
- Greek Resurrection Beliefs and the Success of Christianity. New York: Palgrave Macmillan 2009. ISBN 978-0-230-61729-2
- Primordial Landscapes, Incorruptible Bodies. New York: Peter Lang 2008. ISBN 978-1-4331-0181-6